# Чернецова, Акулина Фоминична
Акулина Фоминична Чернецова (1902, село Аламедин — дата смерти не известна, село Аламудун, Чуйская область) — свекловод, звеньевая колхоза «Гигант» Ворошиловского района Фрунзенской области, Киргизская ССР. Герой Социалистического Труда (1948).

## Биография
Родилась в 1902 году в крестьянской семье в селе Аламедин.
Начала свою трудовую деятельность в колхозе «Гигант» Ворошиловского района. Позднее возглавляла свекловодческое звено.
В 1947 году звено Акулины Чернецовой собрало в среднем по 838 центнеров сахарной свеклы на участке площадью два гектара. Указом Президиума Верховного Совета СССР от 26 марта 1948 года удостоена звания Героя Социалистического Труда с вручением ордена Ленина и золотой медали «Серп и Молот».
После выхода на пенсию проживала в родном селе. Дата смерти не известна.